# Escurolles
Escurolles település Franciaországban, Allier megyében. Lakosainak száma 797 fő (2022. január 1.). Escurolles Broût-Vernet, Cognat-Lyonne, Espinasse-Vozelle, Le Mayet-d’École, Monteignet-sur-l’Andelot, Saint-Pont és Saulzet községekkel határos.

## Népesség
A település népességének változása:
| Lakosok száma | 623  | 662  | 668  | 715  | 754  | 760  | 775  | 781  | 788  | 797  |
|               | 1968 | 1982 | 1990 | 2006 | 2013 | 2015 | 2017 | 2019 | 2020 | 2022 |